# Campionati oceaniani di badminton 2012
I Campionati oceaniani di badminton 2012 si sono svolti a Ballarat, in Australia, dal 22 al 25 febbraio 2012. È stata l'8ª edizione del torneo, organizzato dalla Badminton Oceania.

## Podi
| Evento              | Oro                         | Argento                                      | Bronzo                        |
| Singolare maschile  | James Eunson                | Michael Fowke                                | Luke Chong                    |
| Singolare maschile  | James Eunson                | Michael Fowke                                | Luke Charlesworth             |
| Singolare femminile | Michelle Chan Ky            | Verdet Kessler                               | Luke Charlesworth             |
| Singolare femminile | Michelle Chan Ky            | Verdet Kessler                               | Anna Rankin                   |
| Doppio maschile     | Ross Smith / Glenn Warfe    | Oliver Leydon-Davis / Kevin Dennerly-Minturn | Maika Phillips Elliot Pike    |
| Doppio maschile     | Ross Smith / Glenn Warfe    | Oliver Leydon-Davis / Kevin Dennerly-Minturn | Nathan David Joel Findlay     |
| Doppio femminile    | Leanne Choo / Renuga Veeran | Eugenia Tanaka / Ann-Louise Slee             | Vinning Mak Natasha Sharp     |
| Doppio femminile    | Leanne Choo / Renuga Veeran | Eugenia Tanaka / Ann-Louise Slee             | Verdet Kessler Talia Saunders |
| Doppio misto        | Raymond Tam Eugenia Tanaka  | Glenn Warfe Leanne Choo                      | Ross Smith Gronya Somerville  |
| Doppio misto        | Raymond Tam Eugenia Tanaka  | Glenn Warfe Leanne Choo                      | Luke Chong Victoria Na        |
| Squadra mista       | Australia                   | Nuova Zelanda                                | Nuova Zelanda                 |
| Squadra maschile    | Nuova Zelanda               | Australia                                    | Nuova Caledonia               |
| Squadra femminile   | Australia                   | Nuova Zelanda                                | Nuova Caledonia               |

## Medagliere
| Pos.   | Paese           | Oro | Argento | Bronzo | Totale |
| ------ | --------------- | --- | ------- | ------ | ------ |
| 1      | Australia       | 5   | 4       | 7      | 16     |
| 2      | Nuova Zelanda   | 3   | 4       | 4      | 11     |
| 3      | Nuova Caledonia | 0   | 0       | 2      | 2      |
| Totale | Totale          | 8   | 8       | 13     | 29     |